# Посуми
 За сходни торбести бозайници от западното полукълбо вижте Опосуми.  
По̀суми са подразред торбести бозайници от разред Diprotodontia. Наброяват около 69 малки до средни по размер дървесни мишевидни бозайници от Австралия, Тасмания, Нова Гвинея, Сулавеси и околните на тях острови. Някои от видовете са интродуцирани в Нова Зеландия и Китай. Името посум е дадено, за да отличава австралийските торбести от американските им събратя опосумите. Името опосум (wapathemwa)  произлиза от алгонкинските езици. Думата посум се употребява за опосумите от Северна Америка като умалително име.

## Описание
Посумите са четирикраки двурезцови торбести с дълги опашки. Най-дребният е тасманийският посум пигмей (Cercartetus lepidus) с дължина на тялото 70 mm и тегло едва 10 g. Опашката при всички видове е дълга и в повечето случаи служи за залавяне. Ушите са със среден размер, очите са големи. Козината е мека и сиво-кафява. Крайниците са снабдени с по пет пръста със завити остри нокти. Изключение прави палецът на задните крайници, който е противопоставен на останалите пръсти и е лишен от нокът. При някои видове два пръста на задните крайници се противопоставят на останалите три. Вторият и третият пръст на задните крайници са съединени с кожна ципа. Черепът е широк, зъбите са 34 – 36 броя. Отворът на утробата е напред. Раждат 1 – 2 пъти в годината от 2 до 4 малки. Живеят 6 – 10 години.
Най-едър е мечият кускус (Ailurops ursinus) от Сулавеси, който надвишава 7 kg. Посумите обикновено са нощни, дървесни или частично дървесни видове. Обитават разнообразни местообитания, като някои от тях добре се приспособяват и към вторично израсли гори и градска среда. Торбестите са растителноядни до всеядни, а някои от тях са тясно специализирани към начина на хранене. Такива например са Petauroides volans, който се храни с евкалиптови листа, Burramys parvus – с насекоми и Tarsipes rostratus – с нектар.

## Връзки с хората
Посумите винаги са били част от австралийската култура и фолклор. Наметалата изготвени от кожа на посуми са важна част от облеклото на аборигените от Югоизточна Австралия. Те са и важни наследствени вещи в клана.
Пътешественици от XIX в., които посещават Куинсланд, описват посумите като маймуни, обитаващи джунглите на Австралия.
Посумите са често срещани в крайградските райони, където често са считани за вредители, тъй като се хранят плодове, зеленчуци, цветя и млади филизи от градините. Освен това те гнездят и в подпокривните пространства на къщите, а звуците, издавани от мъжките при защита на територията им, безпокоят обитателите. Поради тази причина хората прилагат възпиращи механизми, които дразнят обонянието на посумите. Използват се скилидки чесън, камфор или нафталин. В Австралия посумите са защитени от закона, дори когато пребивават в градските зони. Забранено е използването и на отровна стръв срещу тях. Ако бъдат заловени, те трябва да бъдат пуснати на свобода близо до мястото на залавяне, тъй като са силно териториални животни.
Въпреки че някои от видовете се приспособяват добре към градска среда и нарастват по численост, по-голямата част от тях са застрашени от изчезване, поради ограничаване на техните местообитания и намаляване на числеността.

## Интродукция в Нова Зеландия
Четкоопашатият посум Trichosurus vulpecula е интродуциран от европейските заселници в Нова Зеландия с цел видът да се размножи и да бъде използван в кожарската индустрия. Числеността му обаче нараства светкавично и видът се превръща във вредител. В Нова Зеландия посумите нямат естествени врагове, които да контролират числеността на вида. Провеждани са многобройни неуспешни опити да бъдат унищожени от островната държава. Тук те нанасят огромни щети на местната флора и фауна. Те са и основен преносител на заболяването туберкулоза сред говедата. Интродукцията на посума в Нова Зеландия и пораженията, които той нанася, са съизмерими с тези, нанесени от интродукцията на зайците и отровната тръстикова крастава жаба в Австралия.
През 2009 г. е обявено, че предприетите мерки за опазване от посума са постигнали известни успехи, като нивото на популацията е снижено наполовина в сравнение с това от 1980 г. Числеността на вида е сведена до 30 млн. от 70 млн. Благодарение на това е снижено и нивото на туберкулоза сред говедата.
Една от причините за спада на числеността е, че от 1996 г. насам са положени усилия кожите от уловени четкоопашати посуми да се използват в текстилната и кожарската индустрия. Козината от посума се смесва с мериносова вълна, в резултат на което се получава висококачествена тъкан наречена „мериноминк“. Кожи от посум се използват и за производство на кожена тапицерия, якета, спални покривала и ръкавици. Кожата се добива изцяло от уловени диви посуми в Нова Зеландия.

## Класификация
Около две трети от австралийските торбести спадат към разред Diprotodontia. Подразред Phalangeriformes заема значителна част от разреда.
- Подразред Phalangeriformes
  - Надсемейство Phalangeroidea
    - Семейство Burramyidae: посуми пигмеи
      - Род Burramys
        - Burramys parvus

      - Род Cercartetus
        - Cercartetus caudatus
        - Cercartetus concinnus, Югозападен посум пигмей
        - Cercartetus lepidus
        - Cercartetus nanus, Посум пигмей

    - Семейство Phalangeridae: Лазещи торбести, четкоопашати посуми и кускуси
      - Подсемейство Ailuropinae
        - Род Ailurops
          - Ailurops melanotis
          - Ailurops ursinus

      - Подсемейство Phalangerinae
        - Триб Phalangerini
          - Род Phalanger
            - Phalanger alexandrae
            - Phalanger carmelitae
            - Phalanger gymnotis, Земен кускус
            - Phalanger intercastellanus, Източен кускус
            - Phalanger lullulae
            - Phalanger matabiru
            - Phalanger matanim
            - Phalanger mimicus, Южен обикновен кускус
            - Phalanger orientalis, Сив кускус
            - Phalanger ornatus
            - Phalanger rothschildi
            - Phalanger sericeus
            - Phalanger vestitus

          - Род Spilocuscus
            - Spilocuscus kraemeri, Адмиралски кускус
            - Spilocuscus maculatus, Петнист кускус
            - Spilocuscus papuensis, Папуаски кускус
            - Spilocuscus rufoniger
            - Spilocuscus wilsoni

        - Триб Trichosurini
          - Род Strigocuscus
            - Strigocuscus celebensis
            - Strigocuscus pelegensis

          - Род Trichosurus
            - Trichosurus arnhemensis
            - Trichosurus caninus
            - Trichosurus cunninghami
            - Trichosurus johnstonii
            - Trichosurus vulpecula, Лисичи кускус

          - Род Wyulda
            - Wyulda squamicaudata

  - Надсемейство Petauroidea
    - Семейство Pseudocheiridae
      - Подсемейство Hemibelideinae
        - Род Hemibelideus
          - Hemibelideus lemuroides

        - Род Petauroides
          - Petauroides volans, Летяща торбеста катерица

      - Подсемейство Pseudocheirinae
        - Род Petropseudes
          - Petropseudes dahli

        - Род Pseudocheirus, Пръстеноопашати посуми
          - Pseudocheirus peregrinus

        - Род Pseudochirulus
          - Pseudochirulus canescens
          - Pseudochirulus caroli
          - Pseudochirulus cinereus
          - Pseudochirulus forbesi
          - Pseudochirulus herbertensis
          - Pseudochirulus larvatus
          - Pseudochirulus mayeri
          - Pseudochirulus schlegeli

      - Подсемейство Pseudochiropinae
        - Род Pseudochirops
          - Pseudochirops albertisii
          - Pseudochirops archeri
          - Pseudochirops corinnae
          - Pseudochirops coronatus
          - Pseudochirops cupreus

    - Семейство Petauridae
      - Род Dactylopsila
        - Dactylopsila megalura
        - Dactylopsila palpator
        - Dactylopsila tatei
        - Dactylopsila trivirgata, Ивичеста торбеста летяща катерица

      - Род Gymnobelideus
        - Gymnobelideus leadbeateri

      - Род Petaurus
        - Petaurus abidi
        - Petaurus australis, Гигантска летяща торбеста катерица
        - Petaurus biacensis
        - Petaurus breviceps, Захарна торбеста летяща катерица
        - Petaurus gracilis
        - Petaurus norfolcensis, Летяща торбеста катерица

    - Семейство Tarsipedidae
      - Род Tarsipes
        - Tarsipes rostratus, Меден посум

    - Семейство Acrobatidae
      - Род Acrobates
        - Acrobates pygmaeus, Торбест планьор пигмей

      - Род Distoechurus
        - Distoechurus pennatus